# Tchouvanes
Cet article concerne le peuple tchouvane. Pour la langue tchouvane, voir Tchouvane.
Les Tchouvanes (en russe чува́нцы) constituent l'un des quarante peuples du Nord reconnus par le gouvernement russe. La plupart des Tchouvanes vivent dans le District autonome de Tchoukotka au nord-est de la Russie.